# Micky Maus in Vietnam
Micky Maus in Vietnam (Originaltitel: Mickey Mouse in Vietnam) ist ein animierter 16-mm-Untergrund-Kurzfilm, der in Zeichentricktechnik angelegt worden ist.
Er entstand im Jahr 1968 und ist mit einer Laufzeit von 1:07 Minute einer der kürzesten Antikriegsfilme der Filmgeschichte. Der Film wurde in Schwarz/Weiß gezeichnet. Der Regisseur war Whitney Lee Savage (Vater von Adam Savage), der Produzent und Zeichner war Milton Glaser. Der Antikriegsfilm entstand zur Zeit der großen Anti-Vietnamkriegs-Proteste in den USA und erreichte als Undergroundmovie innerhalb der weltweiten Antikriegsbewegung sehr schnell einen hohen Bekanntheitsgrad. 1969 präsentierte sich der Film erstmals in Hof auf einem internationalen Filmfestival. Beim Kurzfilmfestival in Oberhausen wurde der Antikriegsfilm 1970 mit einem Award ausgezeichnet.
Der Film verletzt die Urheberrechte des zwei Jahre vor der Entstehung verstorbenen Walt Disneys. Die Disney Company verzichtete aus werbestrategischen Gründen auf eine Klage.

## Handlung
Micky Maus (Darstellungsform der Anfangszeit entlehnt) betritt von links kommend die Leinwand und geht mit breitem Lachen an einem Werbeschild vorbei, auf dem steht:
JOIN THE ARMY AND SEE THE WORLD (Gehe zum Heer und sieh die Welt)
Das Schild erregt Mickys Aufmerksamkeit und er kehrt noch einmal zurück und betrachtet die Werbebotschaft einige Sekunden lang, hierbei wendet er dem Betrachter den Rücken zu. Anschließend verschwindet er nach rechts aus dem Bild und kehrt von dort mit einem Helm auf seinem Kopf und mit einem Gewehr bewaffnet zurück. Er geht noch einmal links aus dem Bild und kehrt von dort wieder zurück.
Beim nächsten Schnitt trägt Micky immer noch einen Helm. Er befindet sich jetzt auf einem Dampfschiff, das den Namen To Viet Nam trägt. Die anschließende Überquerung des Pazifischen Ozeans wird aus der Vogelperspektive gezeigt. Auf der Landzunge Vietnams sind Explosionen zu sehen. Am Ufer angekommen, wird Micky wieder als Vollfigurine gezeigt, hier gibt es zwei Schilder, eins sagt aus, dass er jetzt in Vietnam ist, das andere zeigt ihm den Weg zum Krieg.
Micky geht an Land und in den Dschungel, der durch hochragende Gräser angedeutet wird. Micky geht in diesen Dschungel wird aber schon nach drei Schritten von einem Schuss in den Kopf getroffen, der durch das Wegfliegen des Helmes veranschaulicht wird. Micky sinkt nieder und wird nun in liegender Ansicht präsentiert. Zuerst lächelt er noch mit geschlossenen Augen, dieses Lächeln vergeht ihm, als aus dem kreisrunden Kopfschussloch dunkles Blut rinnt. Bei dieser Szene wird auf den Kopf fokussiert. Der Film endet dann durch Verdunkelung dieser Szenerie bis zur totalen Schwärze.

## Nachspiel
Mediale Aufmerksamkeit erregte der Film vor allem zu seiner Entstehungszeit und während des Vietnamkrieges.
2009 wurde der Zeichner Milton Glaser von US-Präsident Barack Obama mit der National Medal of Arts für sein Lebenswerk geehrt.
Der Film galt lange als verschollen. Im Jahr 2013 wurde eine erhalten gebliebene Kopie im Archiv des Sarajevo Film Festivals entdeckt. Am 22. April 2013 wurde der Kurzfilm erstmals auf YouTube hochgeladen und hatte im ersten Jahr über 100.000 Aufrufe. Dass der Film so lange als verschollen galt, wird darauf zurückgeführt, dass die Disney Company versucht hat alle Kopien aufzukaufen, um die Verbreitung zu verhindern. Auch der Ersteinsteller des Videos auf YouTube löschte das Video schon nach drei Wochen, es wurde aber in diesem Zeitraum viele Male kopiert und erneut eingestellt.